# Schlacht um Osijek
Die Schlacht um Osijek (kroatisch Bitka za Osijek) fand während des Kroatienkriegs vom August 1991 bis 18. Juni 1992 statt. Sie war der erfolglose Versuch der Jugoslawischen Volksarmee, die Stadt Osijek im Osten Kroatiens zu erobern.

## Verlauf
Nachdem die Jugoslawische Volksarmee Vukovar erobert hatte, war Osijek das nächste Ziel auf dem Feldzug in Kroatien. Die Stadt wurde massivem Artilleriebeschuss ausgesetzt.

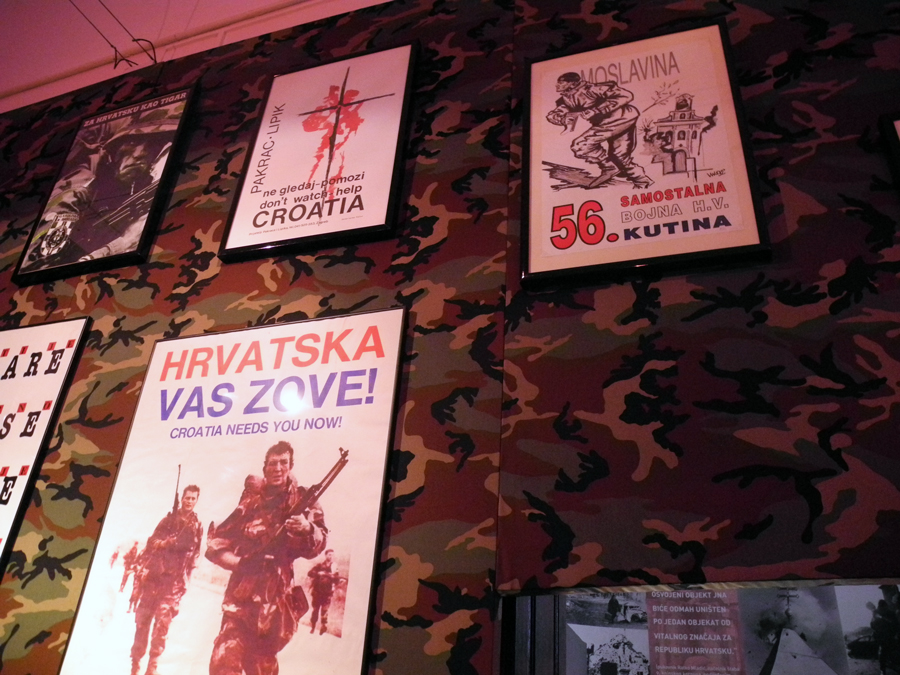
Hrvatska vas zove! (links unten), das berühmte Rekrutierungsplakat wurde während der Schlacht von der Gemeinde Osijek herausgegeben.

Während der Schlacht befand sich in Osijek eine große Zahl kroatischer Flüchtlinge aus den umliegenden Gebieten.
Die kroatischen Behörden verurteilten in Abwesenheit dreizehn JNA-Offiziere wegen Kriegsverbrechen gegen die Zivilbevölkerung. Diese entzogen sich jedoch der kroatischen Justiz im Ausland.
Durch den Artilleriebeschuss der JNA wurden bis Juni 1992 etwa 800 Menschen in Osijek getötet und darüber hinaus zahlreiche verwundet.